# Wild Youth
A Wild Youth egy ír indie-rock együttes, amely 2016-ban alakult Dublinban. Ők képviselték Írországot a 2023-as Eurovíziós Dalfesztiválon, Liverpoolban, a We Are One című dallal. 

## Történet
Az együttest 2016-ban alapította Conor O'Donohoe, Callum McAdam, Ed Porter és David Whelan Dublinban. Az együttes minden dalát magának szerzi és a produceri munkát is maguk végzik el. Az első kislemezük az "All Or Nothing" címet viselte, és 2017 májusában mutatták be. Ezt követően több új dallal jelentkeztek, melyek rendre nagy slágerekké váltak Írországban, így a hírnévnek köszönhetően együtt turnéztak Lewis Capaldival és a Westlife-fal is.
2019-ben a The Last Goodbye című minialbumot jelentették meg. 
2023. január 9-én a Raidió Teilifís Éireann bejelentette, hogy az együttes résztvevője lesz a 2023-as Eurosong ír eurovíziós nemzeti döntőnek. We Are One című versenydalukat a február 3-i döntőben adták elő, ahol a szakmai zsűri és a nézők szavazatai alapján megnyerték a válogatóműsort, így ők képviselhetik hazájukat az Eurovíziós Dalfesztiválon.  Először a május 9-én rendezett első elődöntőben versenyeztek, ahonnan nem jutottak tovább.

## Tagok
- David Whelan
- Conor O'Donohoe
- Ed Porter
- Callum McAdam

## Diszkográfia

### Albumok
- The Last Goodbye (2019, minialbum)

### Kislemezek
- All Or Nothing (2017)
- We Are One (2023)